# Lonchorhina orinocensis
Lonchorhina orinocensis — вид родини листконосові (Phyllostomidae), ссавець ряду лиликоподібні (Vespertilioniformes, seu Chiroptera).

## Середовище проживання
Країни поширення: Колумбія, Венесуела. Висота проживання: 80-300 м над рівнем моря. Живе в низинних тропічних лісах і галерейних лісах у савані. 

## Звички
Спочиває в тріщинах скель протягом дня. Харчується комахами.

## Загрози та охорона
Втрата місць проживання у зв'язку з видобутком золота і лісозаготівлею є проблемами. Записаний у декількох природоохоронних територіях, але більша частина його ареалу незахищена.